# Zygothrica pilipes
Zygothrica pilipes är en tvåvingeart som beskrevs av Friedrich Georg Hendel 1936. Zygothrica pilipes ingår i släktet Zygothrica och familjen daggflugor. Inga underarter finns listade i Catalogue of Life.